# Xzibit
Alvin Joiner, dit Xzibit (prononcé : [ɛɡˈzɪbɪt], "Exhibit"), est un rappeur, acteur et animateur américain né le 18 septembre 1974 à Détroit, dans le Michigan. Il est aussi connu pour avoir présenté l'émission Pimp My Ride sur la chaîne américaine MTV.
Il se consacre initialement à une carrière musicale dans la scène rap West Coast, se lançant avec l'album At the Speed of Life et collaborant avec d'autres artistes et groupes à succès comme Eminem, Cypress Hill, Snoop Dogg, Ice Cube, Dr. Dre, Knoc-turn'al, Timbaland, Limp Bizkit, Alice Cooper, Game, 50 Cent et Within Temptation. Il se différencie par son flow rapide, dansant et agressif.

## Biographie

### Jeunesse et débuts (1974–1999)

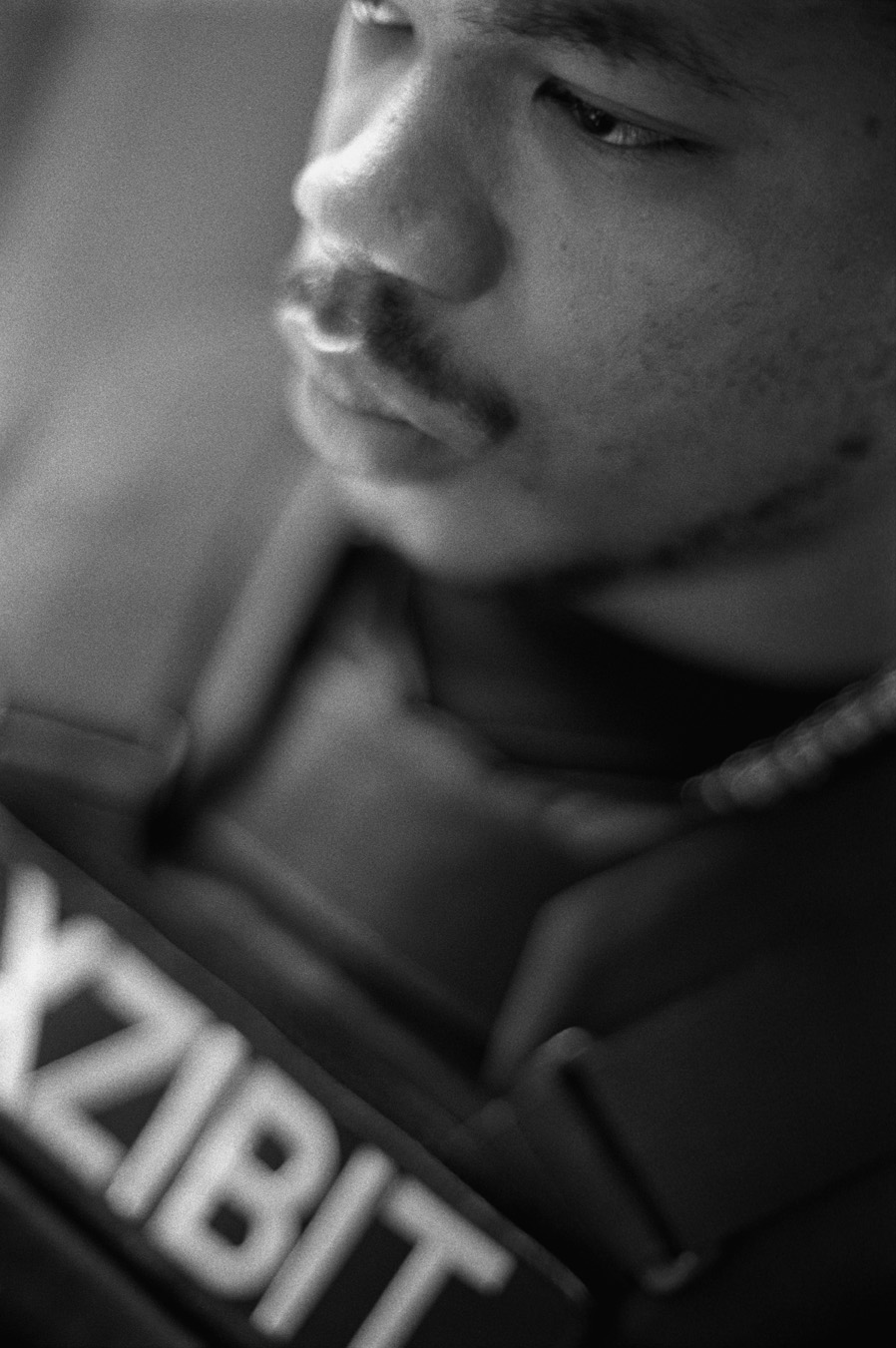
Xzibit à Hambourg, en Allemagne, en 1998.

Alvin Nathaniel Joiner est né le 18 septembre 1974 à Détroit, dans le Michigan, et élevé par une mère célibataire. Son père quitte la famille pour se consacrer à sa carrière d'évangéliste, laissant Alvin à sa mère aux côtés de ses quatre frères et sœurs. Après le décès de sa mère lorsqu'il est âgé de 9 ans, il emménage avec son père. Son père s'est depuis remarié et habite à Albuquerque, dans le Nouveau-Mexique. Joiner vit à Albuquerque entre ses 10 et 17 ans, et se lance dans la rime. Cependant, il connait quelques démêlés judiciaires et finit par vivre aux côtés de sa sœur en Californie. C'est à cet endroit qu'il se consacre au hip-hop. Il se réconcilie par la suite avec son père, comme en témoignent les paroles dans son deuxième album. Il fait partie de la scène hip-hop de Los Angeles.
Il fait sa première apparition officielle dans l'album Coast II Coast du groupe Tha Alkaholiks en 1995 sur la chanson Hit and Run, puis dans l'album IV Life de King Tees sur la chanson Free Style Ghetto. Après une tournée avec le Likwit Crew la même année, Xzibit signe au label Loud Records, et publie son premier album, At the Speed of Life, en 1996. L'album est bien accueilli par la presse spécialisée, et atteint la 22e place des Billboard RnB Albums, ainsi que la 74e place du Billboard 200. Il contient le single à succès Paparazzi qui atteint la 86e place du Billboard Hot 100,.
Après deux ans passés à solidifier sa réputation de rappeurs West Coast underground, et de tournées avec le Likwit Crew, Xzibit publie son deuxième album, 40 Dayz and 40 Nightz le 25 août 1998. L'album atteint la 58e place du Billboard 200, la 14e place des RnB Albums, ainsi que la 50e place des classements canadiens. Comme pour son prédécesseur, il est positivement accueilli par la presse spécialisée et contient quatre singles, incluant What U See Is What U Get qui est classé 50e des classements américains. Entretemps, sa popularité grandissante attire le regard du producteur Dr. Dre, qui le fera participer à son album 2001. La même année, il participe aux albums Tha Streetz Iz a Mutha de Kurupt, A Prince Among Thieves de Prince Paul, This or That de Sway and King Tech, et Rap Life de Tash. Il termine l'année 1999 en jouant dans le film The Breaks et en fondant son propre label, Open Bar Entertainment.

### DeRestlessetMan vs. Machine(2000–2003)
Xzibit publie son troisième album Restless, le 12 décembre 2000. Dr. Dre servant personnellement de producteur exécutif pour le single à succès X, l'album fait participer de nombreux artistes à succès incluant Snoop Dogg, Eminem, KRS-One, Nate Dogg, Erick Sermon, DJ Quik, Sir Jinx, Rockwilder, Scott Storch, Rick Rock, Soopafly, et Battlecat. L'album se classe 12e du Billboard 200, et se vend à plus de 1,5 million d'exemplaires rien qu'aux États-Unis. Par la suite, Dr. Dre invite Xzibit à jouer à sa tournée Up in Smoke Tour en milieu d'année 2000, avec Snoop Dogg, Eminem et Ice Cube, entre autres. La même année, il joue dans le film Tha Eastsidaz du groupe homonyme et devient un personnage du jeu vidéo Madden NFL 2001. Il continue sa carrière d'acteur dans le film The Wash, avec Dr. Dre et Snoop Dogg, en 2001 et The Slim Shady Show et 8 Mile avec Eminem, en 2001 et 2002, respectivement. Il publie aussi deux films live en 2001 dont Xzibit: Restless Xposed.
En 2002, Xzibit revient avec son quatrième album, Man vs. Machine, le 1er octobre,. L'album atteint le succès de son prédécesseur grâce encore une fois à la participation d'artistes à succès comme Dr. Dre, DJ Premier, Snoop Dogg, Eminem, Nate Dogg, et Anthony Hamilton. Il contient les singles Choke Me, Spank Me (Pull My Hair), My Name, Symphony In X Major et Multiply. Initialement certifié disque de platine par la RIAA, Man vs. Machine atteint la première place des RnB Albums, la troisième place du Billboard 200 et la huitième place des classements canadiens. L'album est ensuite certifié disque d'or. Xzibit continue de collaborer avec ses amis les plus proches, essentiellement Ras Kass et Saafir, et il forme avec eux The Golden State Project qui est un collectif de rap. Sa fidélité à la West Coast et à ses partenaires lui fait gagner de plus en plus respect vis-à-vis de ses fans.

### Weapons of Mass Destruction(2004–2007)

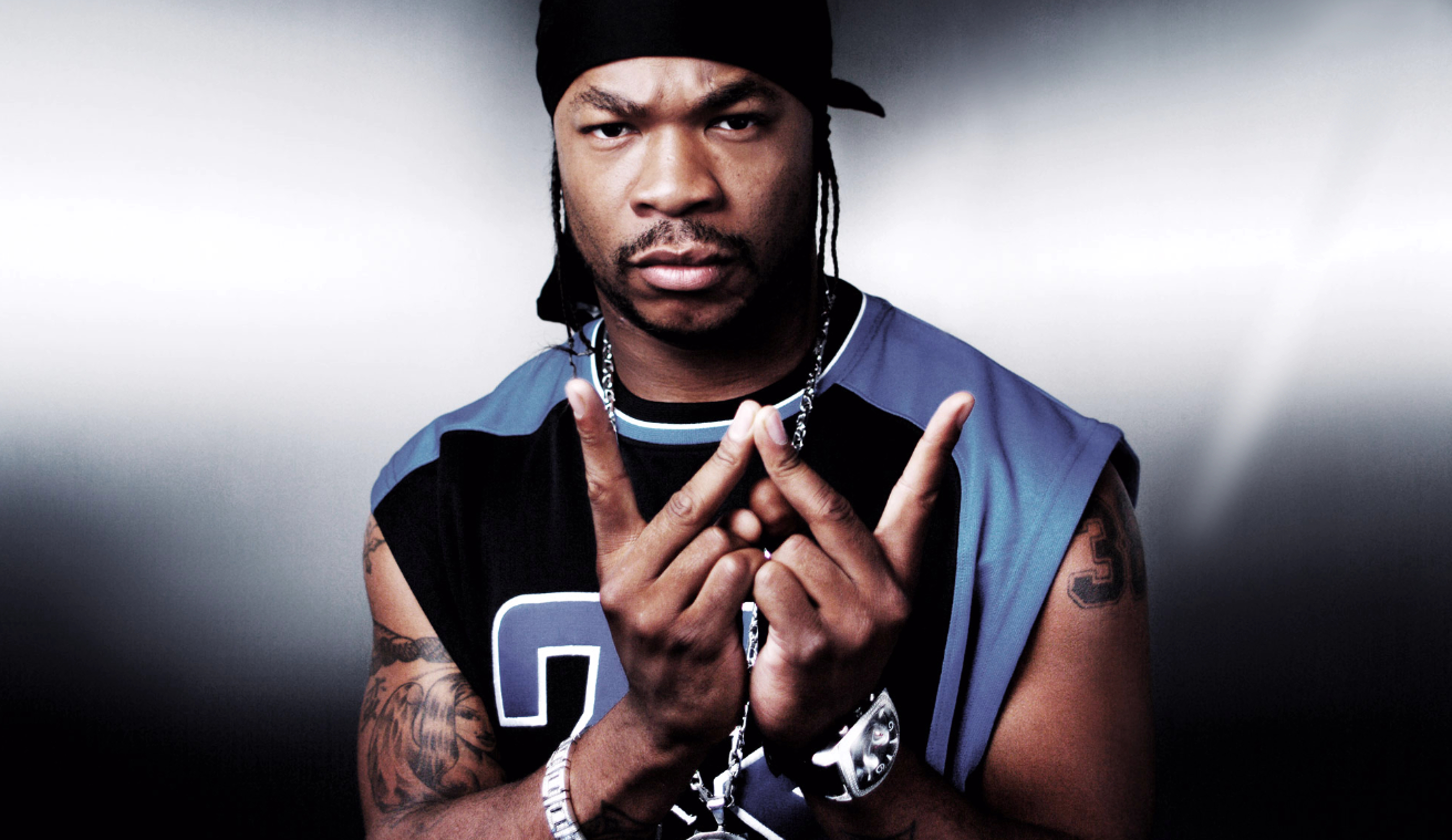
Xzibit à Berlin en 2005, posant pour la promotion de son album Weapons of Mass Destruction.

En 2004, Xzibit commence à tourner sa propre émission appelée Pimp My Ride, diffusée sur la chaîne américaine MTV. À cet instant, sa popularité ne cesse de grimper auprès du grand public. L'émission se centre sur Xzibit, chargé de donner une nouvelle jeunesse aux voitures de particuliers qu'il visite à l'improviste en début d'émission. L'émission ne dure que trois ans, jusqu'à son annulation en 2007. Il participe à une parodie de Pimp My Ride sur la chaîne Adult Swim, intitulée The Boondocks. Il participe aussi à quelques épisodes de l'émission Les Maçons du cœur. En 2008, Xzibit devient malgré lui un mème Internet en raison de son rôle dans l'émission Pimp my Ride ; ces mèmes commencent par sa formule « Yo Dawg », et ont en général le même type de phrase : ils parodient sa tendance à affubler toutes les voitures qu'il « tune » d'objets improbables à partir des goûts du propriétaire.
En parallèle, musicalement parlant, Xzibit publie sa deuxième compilation, Appetite for Destruction en featuring avec 50 Cent. Il suit de son cinquième album, Weapons of Mass Destruction, le 14 décembre 2004, qui atteint la 43e place du Billboard 200,. Pour cet album, il se réunit avec Columbia Records, après sa séparation avec le producteur Dr. Dre pour ne pas avoir assez promu son album Man vs. Machine. L'album est certifié disque d'or. Son single Hey Now (Mean Muggin) avec Keri Hilson marque son dernier succès dans le Billboard Hot 100, à la 93e, son second single Muthafucka ne parvenant pas aux classements. Il joue en parallèle dans le film Full Clip, avec Busta Rhymes, et dans un épisode des Experts : Miami, et publie un documentaire avec son nouveau groupe Strong Arm Steady. En 2005, Xzibit fait un duo avec le mythique chanteur de hard rock Alice Cooper. Le titre est présent sur l'album de ce dernier qui s'intitule Dirty Diamonds où le titre bonus Stand est présent sur la version européenne.
L'année suivante, en 2006, il consacre sa carrière d'acteur dans les blockbusters de Hollywood Derailed dans le rôle de Dexter, XXX 2: The Next Level dans le rôle de Zeke, et Hoodwinked dans lequel il prête sa voix à Chief Ted Grizzly. En 2006, il joue dans le drama Gridiron Gang sous le nom de Malcolm Moore. La même année, il publie son sixième album, Full Circle le 17 octobre, au label Koch Records. L'album atteint la 50e du Billboard 200, mais ne se vend qu'à 120 000 exemplaires aux États-Unis. Aucun single n'atteint les classements, hormis Concentrate qui est classé 68e en Allemagne. L'album fait participer Kurupt, T-Pain et The Game, avec qui il assiste à son album Doctor's Advocate, sur la chanson California Vacation

### Pause, carrière d'acteur etNapalm(depuis 2008)

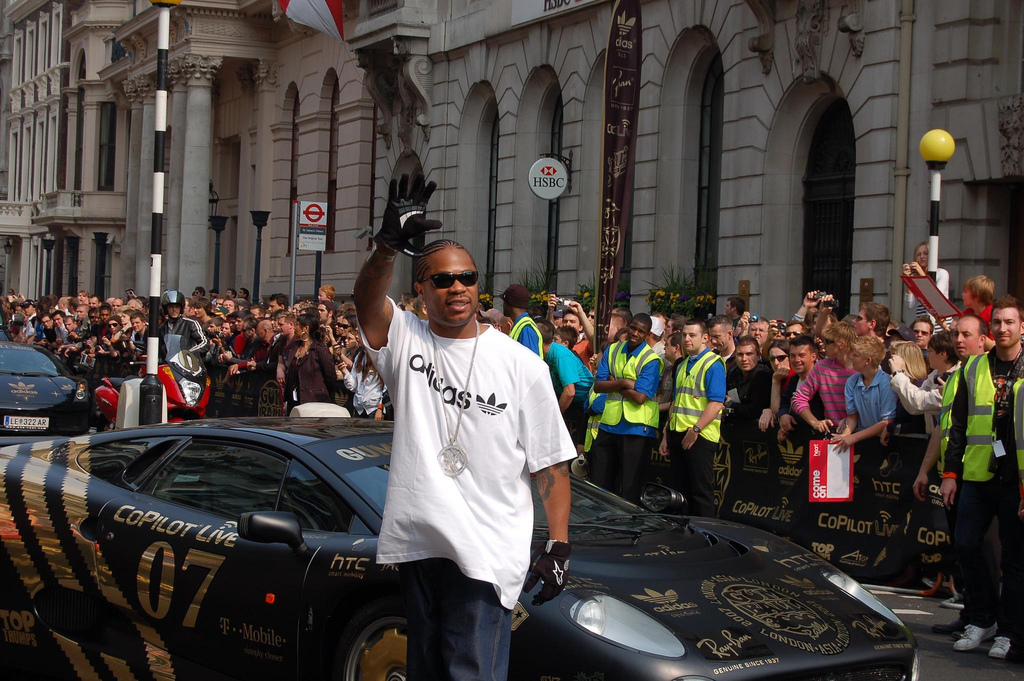
Xzibit au Gumball 3000 Rally de Londres, en 2007.

Après l'annulation de Pimp My Ride en 2007, Xzibit ne publiera aucun album les deux années qui suivent. Il joue dans The X-Files: I Want to Believe dans le rôle de Mosley Drummy, et dans American Violet dans le rôle de Darrell Hughes ; cependant, il ne parvient pas à gagner autant financièrement qu'avant, passant de 500 000 $ par an à 70 000 $. Il participe aussi au film concert Tha Alkaholiks: Live from Rehab du groupe Tha Alkaholiks. En 2009, il joue dans le film The Bad Lieutenant: Port of Call New Orleans.
En octobre 2010, il apparaît dans le film de Cam'Ron et 50 Cent intitulé G'd Up produit par le rappeur Jay-Z. Le 19 octobre 2011, il annonce le titre d'un nouvel album, Napalm. Napalm est publié le 9 octobre 2012, et Xzibit fait son apparition aux BET Hip Hop Awards. Le 29 octobre 2012, Xzibit annonce la tournée Collateral Damage avec 16 dates pour le Canada, lancée en début novembre. La tournée s'étend finalement en 18 dates, et Xzibit annonce une tournée mondiale pour début 2013.
Fin 2013, Xzibit enregistre un duo avec Sharon Den Adel de Within Temptation, And We Run pour l'album Hydra.
En 2016 il interprète Leslie Shyne Johnson dans la saison 2 de la série Empire en tant que guest, puis deviendra un personnage régulier dans la saison 3.

## Discographie

### Albums studio
- 1996 : At the Speed of Life
- 1998 : 40 Dayz and 40 Nightz
- 2000 : Restless
- 2002 : Man vs. Machine
- 2004 : Weapons of Mass Destruction
- 2006 : Full Circle
- 2012 : Napalm
- 2025 : King Maker

### Compilations
- 2000 : Likwit Rhymes
- 2004 : Appetite for Destruction
- 2006 : Gutta Muzik 2
- 2009 : Greatest Hits
- 2011 : Urban Ammo 2

### Mixtapes
- 2006 : Gutta Muzik 2
- 2010 : MMX EP

## Filmographie

### Cinéma
- 1997 : Rhyme & Reason : lui-même
- 1999 : The Breaks : Jamal
- 2000 : Tha Eastsidaz : Blue
- 2001 : The Wash : Wayne
- 2001 : The Slim Shady Show : Knuckles
- 2002 : Les Country Bears (The Country Bears) : Lui-même
- 2002 : G-TV
- 2002 : 8 Mile de Curtis Hanson : Hassan
- 2004 : Full Clip : Duncan
- 2005 : xXx² : The Next Level : Zeke
- 2005 : Dérapage (Derailed) : Dexter
- 2006 : Rédemption : Malcolm Moore
- 2008 : Tha Alkaholiks: Live from Rehab
- 2008 : X-Files : Régénération de Chris Carter : Agent Mosley Drummy
- 2008 : American Violet : Darrell Hughes
- 2009 : Bad Lieutenant : Escale à La Nouvelle-Orléans (Bad Lieutenant: Port of Call New Orleans) de Werner Herzog : Big Fa
- 2009 : Malice n Wonderland : Jabberwock
- 2014 : Guardians of Luna : Alan Jedda (voix)

### Télévision
- 2003 : Cedric the Entertainer présents (série télévisée) : Mack Daddy
- 2004 : Les Experts : Miami (CSI: Miami) (série télévisée) : Dwayne '10-Large' Jackman
- 2004-2007 : Pimp my ride (Émission de customisation de voitures)
- 2007 : Les Boondocks (série télévisée) : Xzibit (voix)
- 2010 : Detroit 1-8-7 (série télévisée) : Russell Pitts
- 2011 : Weekends at Bellevue (téléfilm) : Chuck
- 2012 : Code Name Geronimo (téléfilm) : Mule
- 2014-2015 : Hawaii 5-0 (série télévisée) : Jason Decker (saison 4, épisode 7 et 19; saison 5, épisode 14)
- depuis 2016 : Empire (série télévisée) : Leslie Shyne Johnson (invité saison 2, régulier depuis la saison 3)

### Doublage
- 2004 : The Chronicles of Riddick: Escape from Butcher Bay : Abbott
- 2005 : La Véritable Histoire du Petit Chaperon rouge : Chef Grizzly (Hoodwinked)
- 2006 : The Boondocks